# Estadio Municipal Nelson Rojas
El Estadio Municipal Nelson Rojas se ubica en la comuna de Vallenar, en la Provincia del Huasco, Región de Atacama. Tiene una capacidad actual estimada en 5000 espectadores, con una asistencia récord en el duelo entre Deportes Vallenar y Deportivo Estación Central en donde el cuadro local venció a los capitalinos ante cerca de 5000 personas en las gradas, el cual significó el ascenso del conjunto verde por primera vez al fútbol profesional.
En este estadio se disputan los partidos que Deportes Vallenar, jugó como local por la Tercera División y también ahora en la Segunda División Profesional. También es utilizado por distintos clubes amateur locales.